# Asclerosibutia
Asclerosibutia es un género de coleóptero de la familia Oedemeridae.

## Especies
Las especies de este género son:
- Asclerosibutia beardae
- Asclerosibutia divisa
- Asclerosibutia girardi
- Asclerosibutia laticornis
- Asclerosibutia reducta
- Asclerosibutia secularis